# 波利西亞酒店

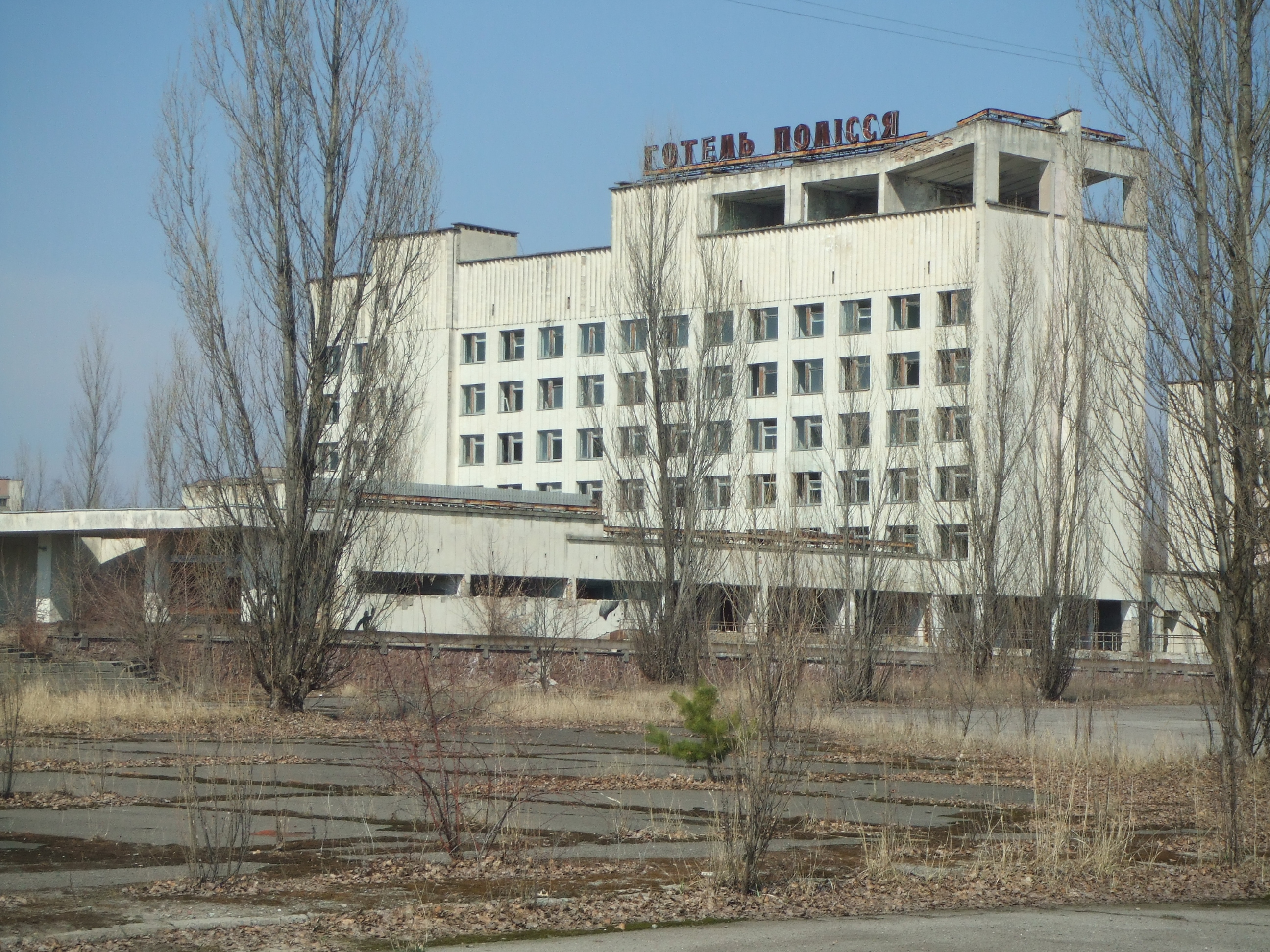
位於普里皮亚季的波利西亞酒店

波利西亞酒店（羅馬化：Hotel Polissia，羅馬化：Gostinitsa Polesye）是一棟位於烏克蘭北部鬼鎮普里皮亚季的酒店，當地最高的建築之一，落成於1975年，服務當時造訪車諾比核電廠的客人。 隨著1986年4月26日車諾比核能電廠事故發生，已成廢墟。此外，飯店出現在《決勝時刻4：現代戰爭》中。